# 礼泉县各级文物保护单位列表
以下为陕西省咸阳市礼泉县的各级文物保护单位:

## 全国重点文物保护单位
| 昭陵     | 1-170 | 古墓葬 | 礼泉县                                        | 唐 |  |
| 唐代帝陵 | 5-184 | 古墓葬 | 富平县、蒲城县、三原县、 泾阳县、礼泉县、乾县 | 唐 |  |

## 陕西省文物保护单位
- 香积寺塔
- 金龟寺普通塔
- 朱马嘴遗址
- 礼泉文庙
- 宁家遗址
- 烟霞草堂
- 石泉炼钢炉